# Xã Spring Lake, Quận Kingsbury, Nam Dakota
Xã Spring Lake (tiếng Anh: Spring Lake Township) là một xã thuộc quận Kingsbury, tiểu bang Nam Dakota, Hoa Kỳ. Năm 2010, dân số của xã này là 290 người.